# Umoe Mandal

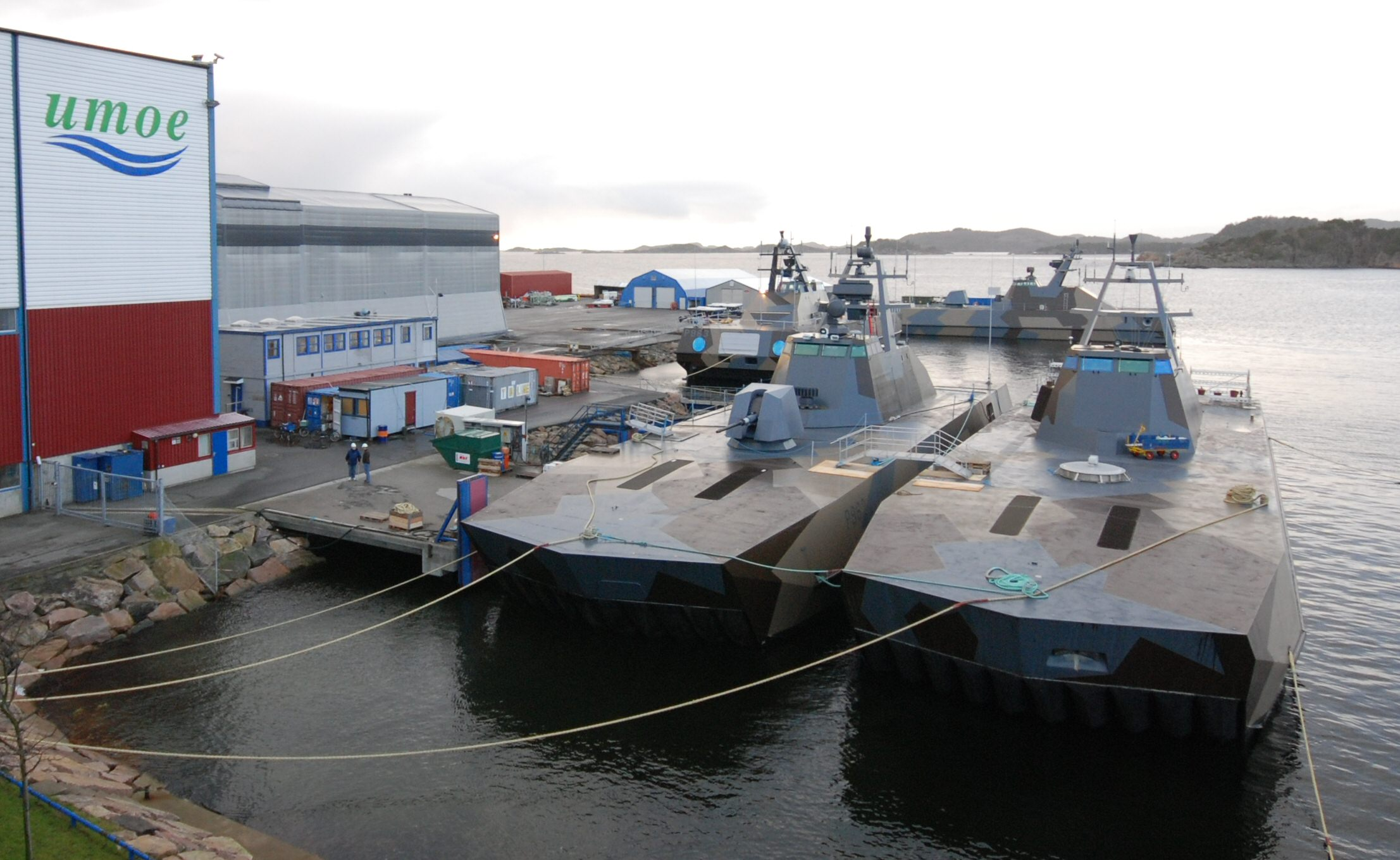
Fyra kustkorvetter av Skjold-klass utanför fabriken i Mandal, 2008

Umoe Mandal AS är ett båtvarv på Gismerøya i staden Mandal i Lindesnes kommun i Agder fylke i södra Norge. Det har tillverkat Norges marinförsvars minsvepare av Alta-klass och Oksøy-klass, uppgraderat robotbåtarna av Hauk-klass och tillverkat kustkorvetterna i Skjold-klass.
Umoe Mandal grundades 1989 av Kværner Brug som Kværner Mandal AS och har senare hetat Kværner Båtservice AS och Båtservice Mandal AS. Varvet köptes 2000 av det norska investeringsbolaget Umoe AS och omdöptes då till Umoe Mandal.
Företaget är specialiserat på tillverkning av fartyg samt komponenter till vindkraftverk, till exempel rotorblad, och till fartyg, i plastkompositer. Det är känt för konstruktion och tillverkning av militära och civila mycket snabba fartyg av typ surface effect ship, det vill säga en kombination av katamaran och svävare. 

## Tillverkade fartyg i urval
- 1990–1997 Fem minsvepare av Alta-klass
- 1994–1995 Fyra minsvepare av Oknøy-klass
- 1998 Räddningskryssaren RS 115 Ulabrand III, 25 meter, 141 ton, 2015–2020 i Ålands Sjöräddningssällskap
- 2003 Räddningskryssaren RS 125 Det Norske Veritas, Fosen-klass, aluminium, 22,5 meter, 87,2 ton
- 2006 Räddningskryssaren RS 137 Kristian Gerhard Jebsen, Fosen-klass
- 2008–2016 Kustkorvetter av Skjold-klass

## Bilder

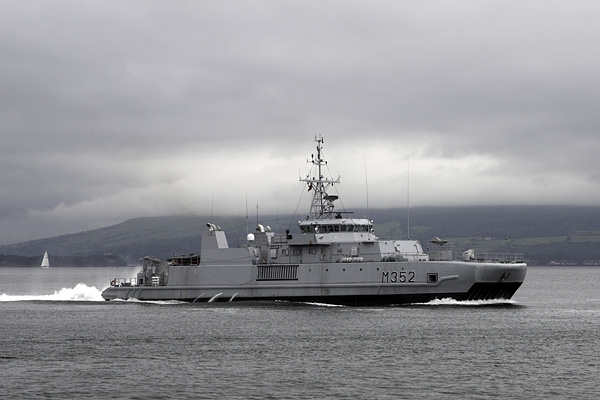
Minsveparen KNM Rauma av Alta-klass
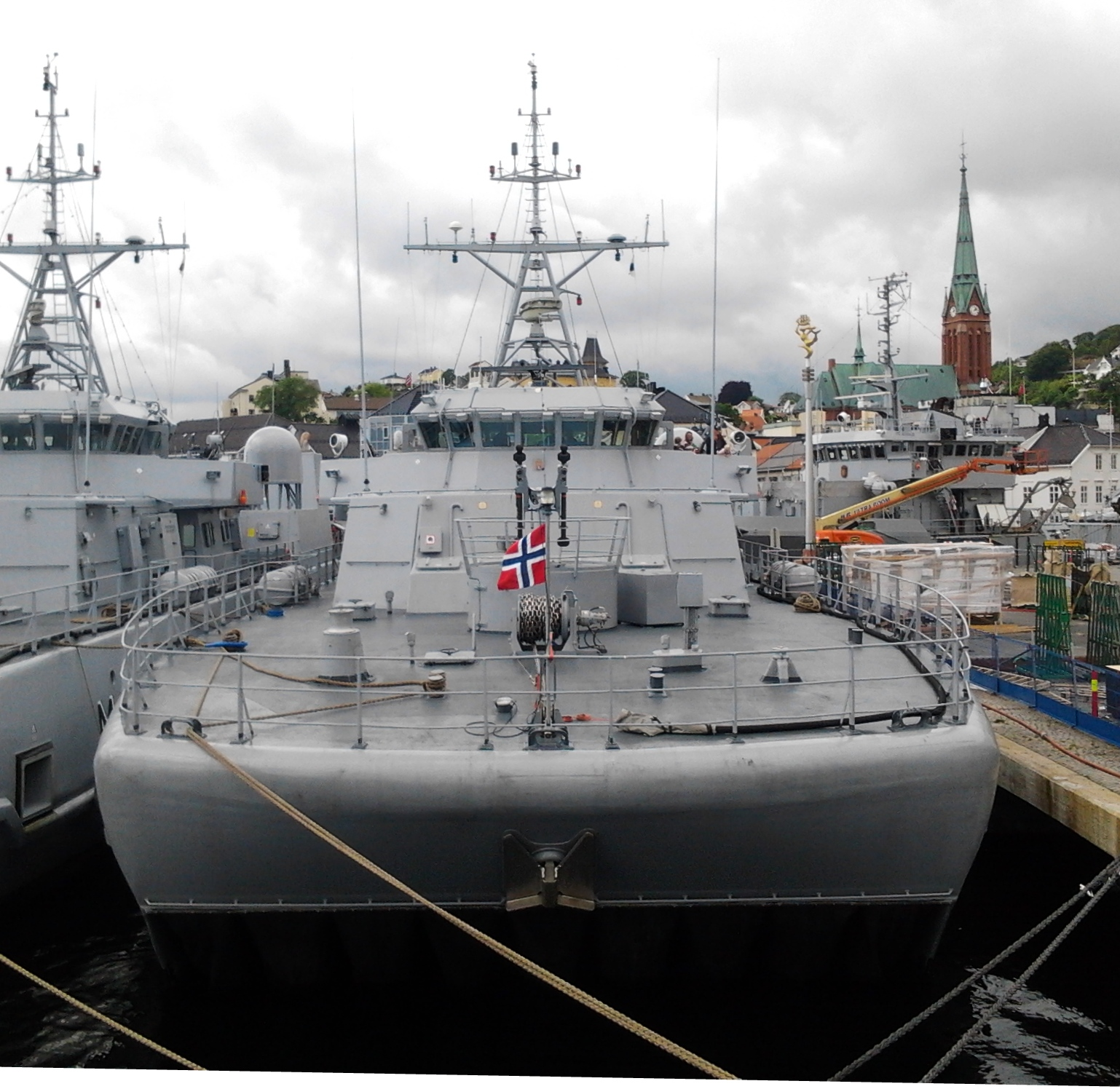
KNM Hinnøy av Oksøy-klass
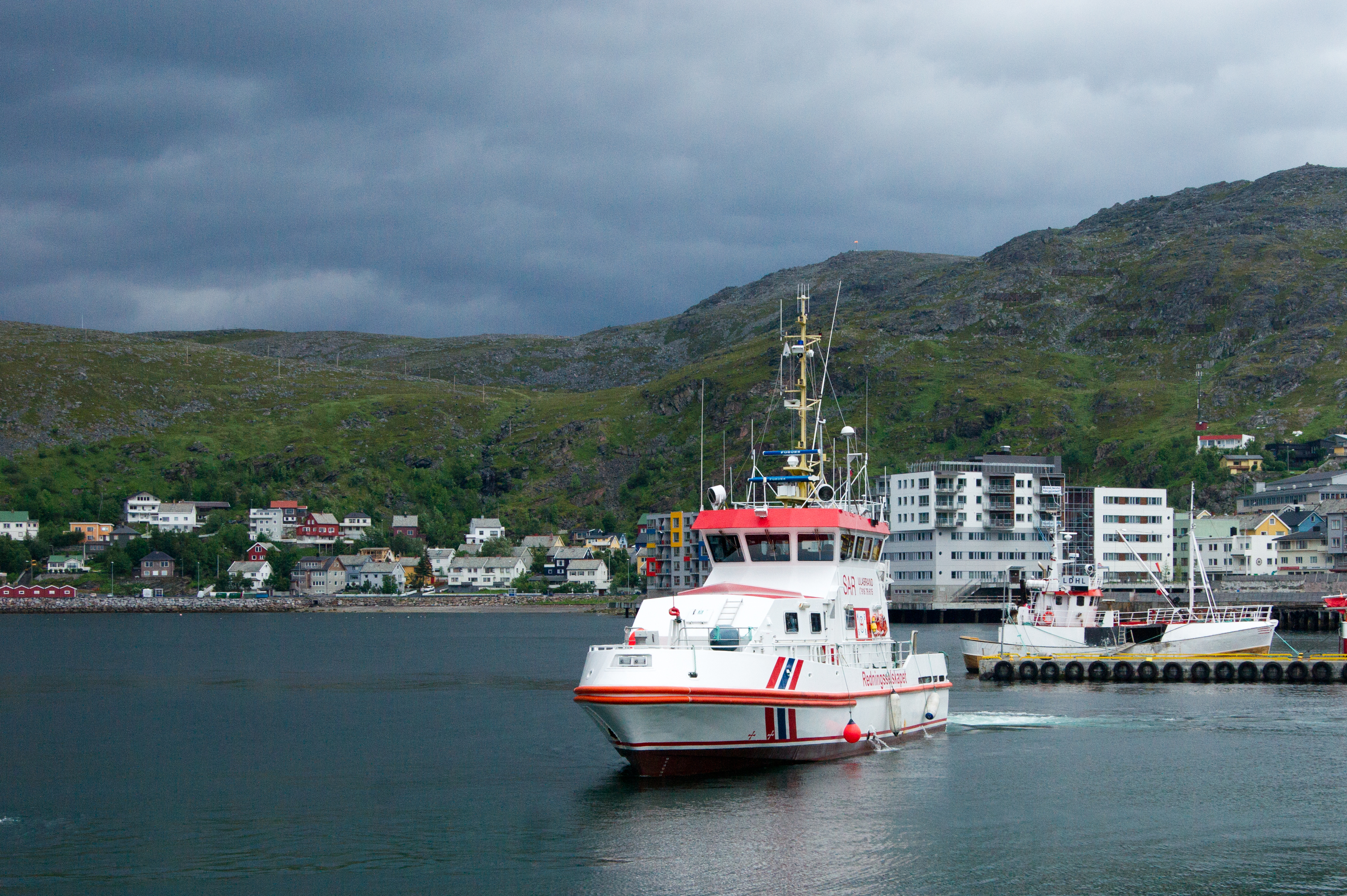
RS 115 Ullabrand, levererad 1998, i Hammerfest 2010
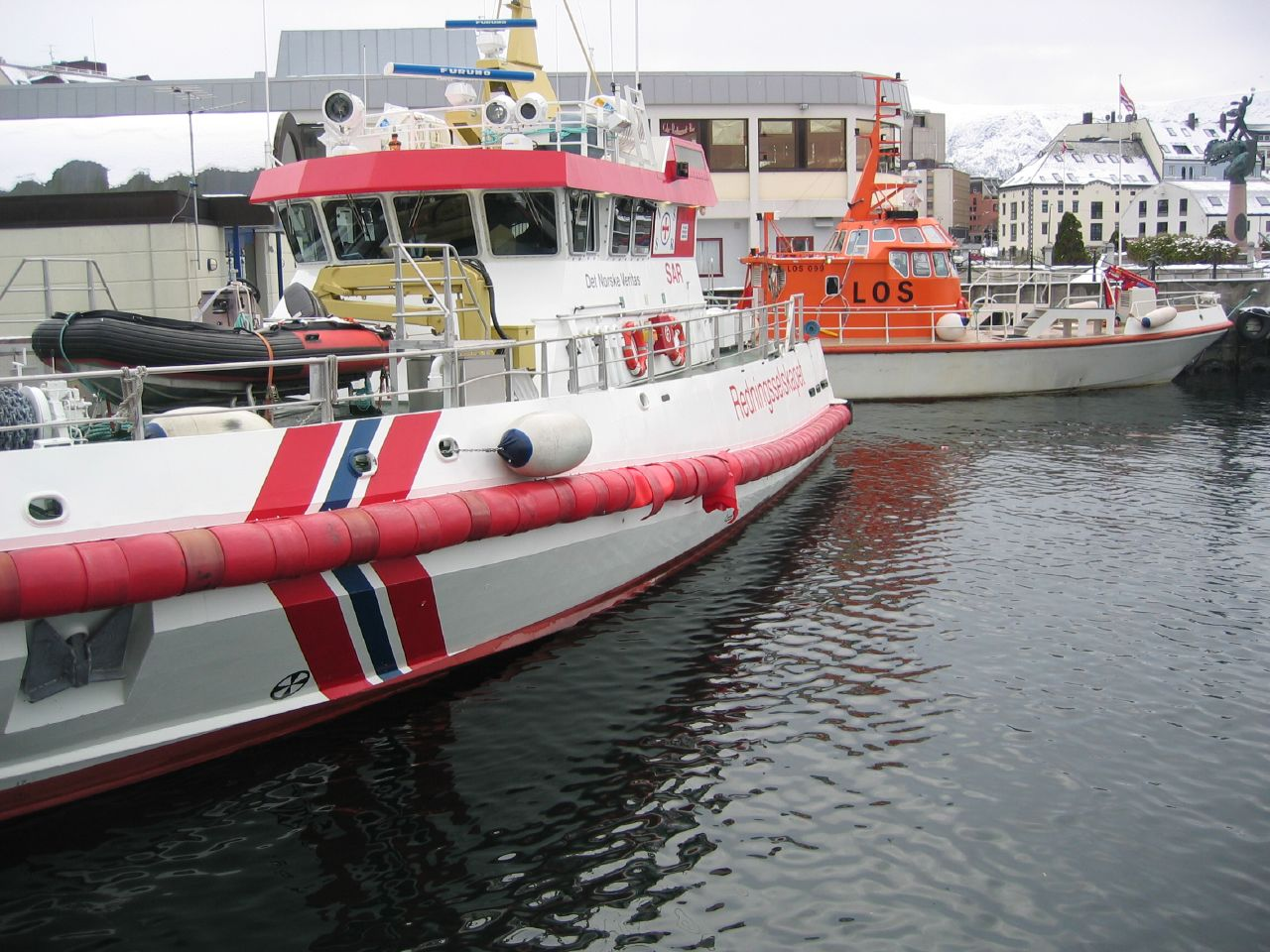
RS 125 Det Norske Veritas, levererad 2003, i Ålesund 2005
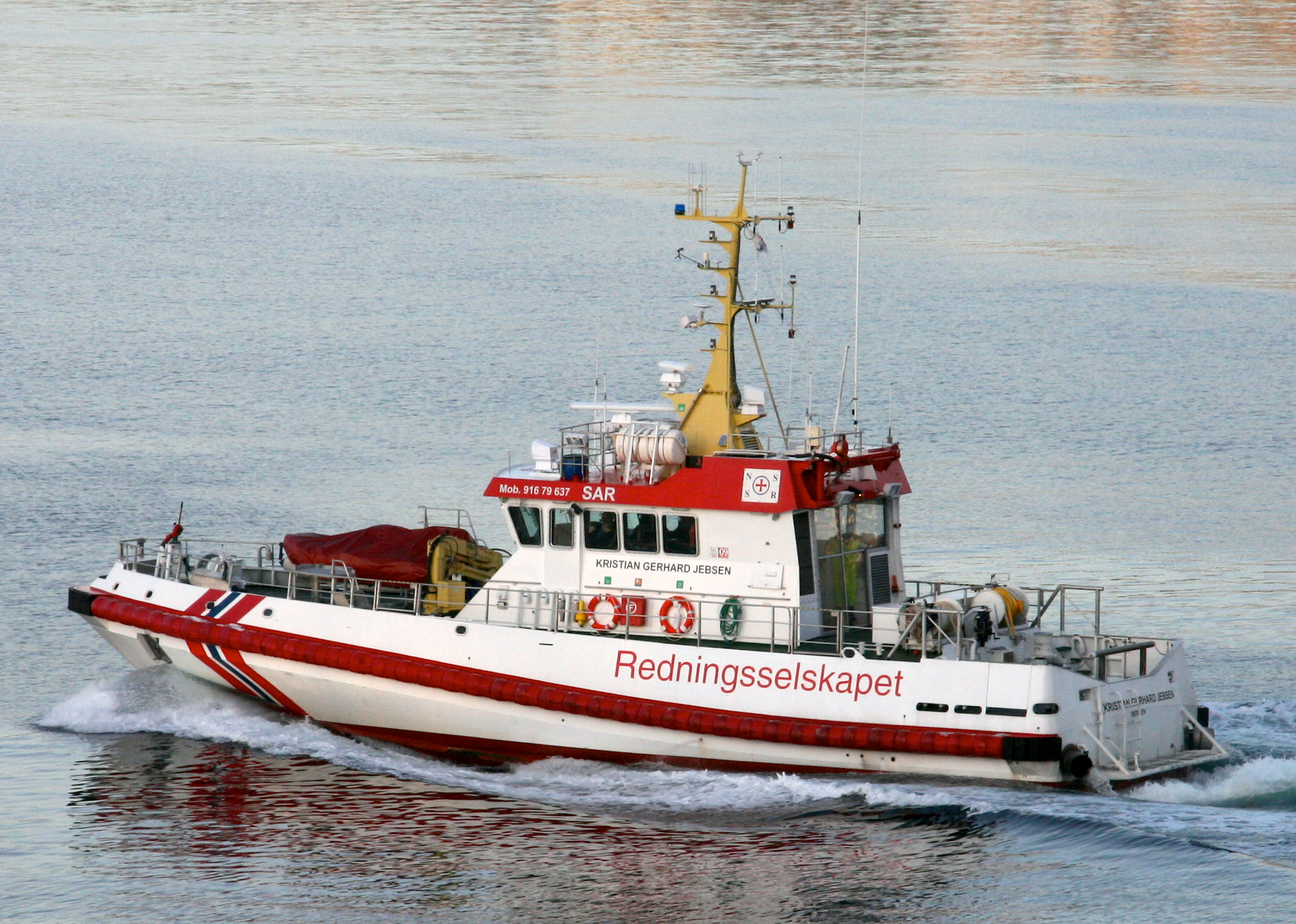
RS 137 Kristian Gerhard Jebsen, utanför Bergen 2010
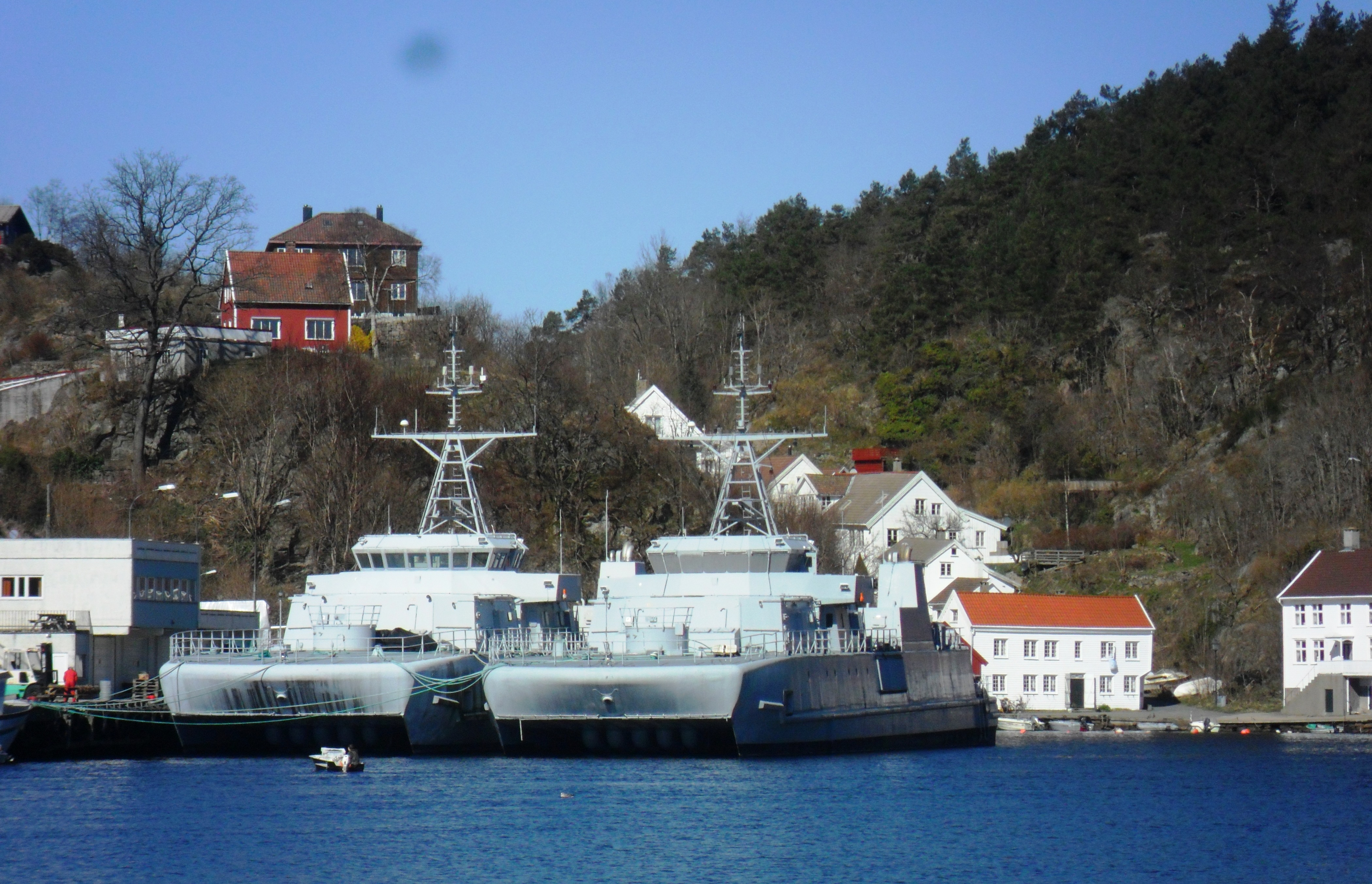
Två kustkorvetter av Skjold-klass i Mandal, 2008